# Ga Onyangoncheon
Ga Onyang oncheon là ga đường sắt trên Tàu điện ngầm Seoul tuyến 1 và Tuyến Janghang ở Onyang-dong, Asan, Hàn Quốc.

## Bố trí ga
| ↑ Asan        | ↑ Asan        | ↑ Baebang  | ↑ Baebang  | ↑ Baebang  | Asan ↓        | Asan ↓        |
| １            |               | ２         | \|         | ３         |               | ４            |
| ↑ Dogooncheon | ↑ Dogooncheon | Sinchang ↓ | Sinchang ↓ | Sinchang ↓ | Dogooncheon ↓ | Dogooncheon ↓ |

| 1 | Tuyến Janghang | Saemaeul-ho Mugunghwa-ho G-Train | ← Hướng đi Cheonan · Suwon · Yongsan                 |
| 2 | ● Tuyến 1      | Địa phương·Tốc hành A·Tốc hành B | ← Hướng đi Seoul · Cheongnyangni · Đại học Kwangwoon |
| 3 | ● Tuyến 1      | Địa phương·Tốc hành A            | → Hướng đi Sinchang →                                |
| 4 | Tuyến Janghang | Saemaeul-ho Mugunghwa-ho G-Train | → Hướng đi Hongseong · Daecheon · Iksan →            |

## Hình ảnh

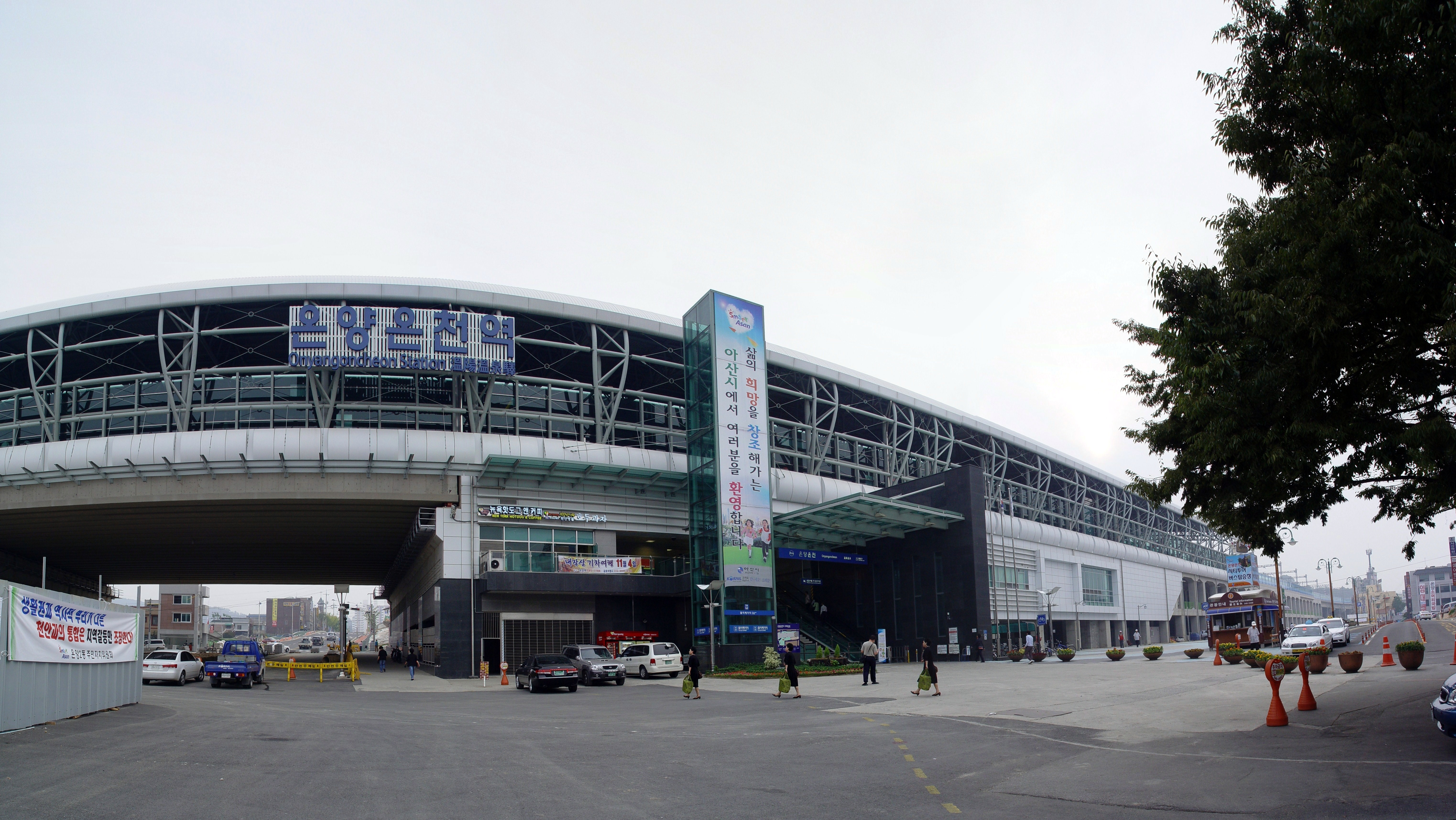
Lối vào nhà ga
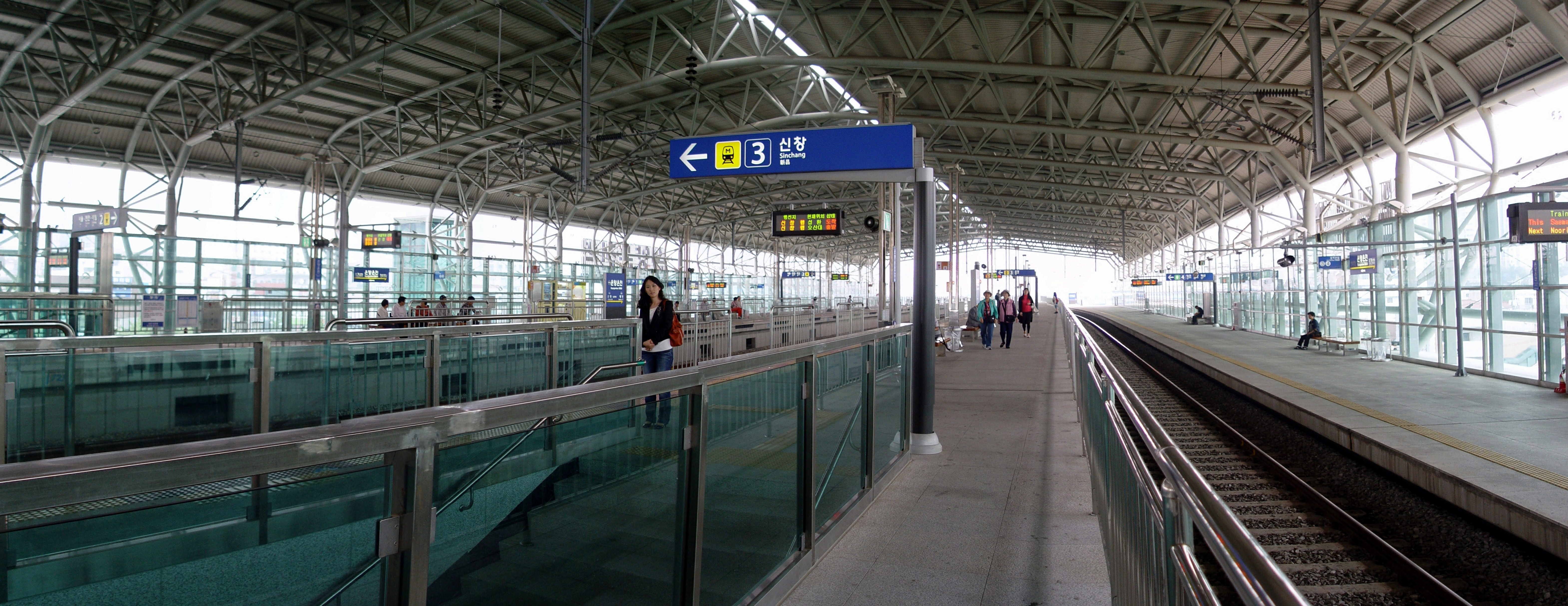
Sân ga và đường ray